# 10-й Венецианский кинофестиваль
10-й Венецианский международный кинофестиваль проходил в Венеции, Италия, с 11 августа по 1 сентября, 1949 года.
Впервые на фестивале вручается «Золотой лев святого Марка» — то, без чего сейчас невозможно представить Венецианский фестиваль.

## Жюри

### Главное Жюри
- Марио Громо (председатель жюри)
- Эрманно Контини
- Эмилио Лаваньино
- Джаннино Марескальки
- Альдо Палаццески
- Пьеро Реньоли
- Джан Луиджи Ронди
- Джино Визентини
- Чезаре Дзаваттини

### Жюри фильмов для детей
- Джулио Ло Савио (председатель жюри)
- Марио Вердоне
- Джулио Чезаре Праделла
- Джованни Гамбарин
- Доменико Калига

### Жюри специального раздела
- Эрманно Контини (председатель жюри)
- Джулио Паванини
- Анжело Спанио
- Марио Моццетти
- Бруно Саэтти
- Фердинандо Форлати
- Карло Скарпа
- Агостино Дзанон Дель Бо
- Гвидо Бьянкини
- Гвидо Монтичелли
- Карло Адорно
- Гаэтана Каранчини
- Джиованни Де Пианте

## Конкурсная программа

### Полнометражные фильмы
- Apenas un delincuente, режиссёр Уго Фрегонезе
- Geheimnisvolle Tiefe, режиссёр Георг Вильгельм Пабст
- L'Équateur aux cent visages, режиссёр Андре Кувен
- Un homme et son péché, режиссёр Поль Гури
- Небесный чародей, режиссёр Марсель Блистен
- В небесном королевстве, режиссёр Жюльен Дювивье
- Праздничный день, режиссёр Жак Тати
- Манон, режиссёр Анри-Жорж Клузо
- Mädchen hinter Gittern, режиссёр Альфред Браун
- Берлинская баллада, режиссёр Роберт А. Штеммле
- Meera, режиссёр Эллис Дунган
- Ein Breira, режиссёр Йозеф Лейтес
- Il mulino del Po, режиссёр Альберто Латтуада
- I fratelli dinamite, режиссёр Нино Пагот и Паоло Гауденци
- La passione secondo San Matteo, режиссёр Эрнст Маришка
- Договор с дьяволом / Patto col Diavolo, режиссёр Луиджи Кьярини
- La fiamma che non si spegne, режиссёр Витторио Коттафави
- Cielo sulla palude, режиссёр Августо Дженина
- Софка, режиссёр Радос Новакович
- Нелюбимая, режиссёр Эмилио Фернандес
- Глазами памяти, режиссёр Жан Деланнуа
- Les Feux de la mer, режиссёр Жан Эпштейн
- Дом на пустыре, режиссёр Ян Рыбковский
- Голубая лагуна, режиссёр Фрэнк Лондер
- The Fool and the Princess, режиссёр Уильям С. Хэммонд
- Последние дни Долвин, режиссёр Эмлин Уилльямс
- Добрые сердца и короны, режиссёр Роберт Хеймер
- Доблестный Пимпернал, режиссёр Майкл Пауэлл и Эмерик Прессбургер
- Змеиная яма, режиссёр Анатоль Литвак
- Три кабальеро, режиссёр Уолт Дисней
- Молчаливый, режиссёр Сидни Майерс
- Чемпион, режиссёр Марк Робсон
- Джонни Белинда, режиссёр Жан Негулеско
- Ища серебряную подкладку, режиссёр Дэвид Батлер
- Портрет Дженни, режиссёр Уильям Дитерле
- Forgotten Village, режиссёр Херберт Кляйн
- Ева, режиссёр Густав Муландер

### Короткометражные фильмы
- Hvor vejene modes, режиссёр Хаген Хассельбах (короткометражный фильм)
- 1848, режиссёр Маргарит Де Ла Мур и Виктория Меркантон (короткометражный фильм)
- Evangile de la pierre, режиссёр Андре Бюро (короткометражный фильм)
- Les Gisants, режиссёр Жан-Франко Ноэль (короткометражный фильм)
- Terre des glaces, режиссёр Жан-Жак Лупен (короткометражный фильм)
- Troubadour de la joie, режиссёр Омар Богуи (короткометражный фильм)
- Zehn Jahre später, режиссёр Харальд Райнль (короткометражный фильм)
- Parlenvinkers, режиссёр Ицен Бруссе (короткометражный фильм)
- Za bolju zetvu, режиссёр Мирослав Педжич (короткометражный фильм)
- Bískupin, режиссёр Ежи Стефановский (короткометражный фильм)
- Pastwiska, режиссёр Станислав Мозденский (короткометражный фильм)
- Kiellands Forceps (короткометражный фильм)
- Vieux Bern (короткометражный фильм)
- Houles célestes, режиссёр Мартин Рикли (короткометражный фильм)
- Light in Darkness (короткометражный фильм)
- Glimpses of South Africa (короткометражный фильм)
- Peaceful Years, режиссёр Питер Бейлис (короткометражный фильм)
- Story of Ulster, режиссёр Дэвид Виллерс (короткометражный фильм)
- The Lion, режиссёр Берт Фелстэд (короткометражный фильм)
- Im Hafen Duisburg-Ruhrort, режиссёр Кларисса Патрикс (короткометражный фильм)
- Asylrecht. Report on the Refugee Situation January 1949, режиссёр Рудольф Кипп (короткометражный фильм)

## Специальный раздел
В данном разделе, расположены документальные, короткометражные, научные и прочие фильмы.

## 1-й Международный кинофестиваль для детей
- Скотт из Антарктики, режиссёр Чарльз Френд

## Награды
- Золотой лев: Манон, режиссёр Анри-Жорж Клузо
- Кубок Вольпи за лучшую мужскую роль: Джозеф Коттен — Портрет Дженни
- Кубок Вольпи за лучшую женскую роль: Оливия Де Хэвилленд — Змеиная яма
- Приз Международной Католической организации в области кино (OCIC): Небо над болотом, режиссёр Августо Дженина